# Negengehren
Koordinaten: 52° 39′ 16″ N, 7° 30′ 24″ O
Das Negengehren ist ein ehemaliges Naturschutzgebiet in der niedersächsischen Stadt Haselünne im Landkreis Emsland.
Das Naturschutzgebiet mit dem Kennzeichen NSG WE 186 war 51 Hektar groß. Es war vollständig Bestandteil des FFH-Gebietes „Untere Haseniederung“. Das Gebiet stand seit dem 12. März 1988 unter Naturschutz. Zum 1. Juli 2017 ging es im neu ausgewiesenen Naturschutzgebiet „Natura 2000–Naturschutzgebiet in der unteren Haseniederung“ auf. Zuständige untere Naturschutzbehörde war der Landkreis Emsland.
Das ehemalige Naturschutzgebiet liegt südöstlich von Haselünne. Es stellt ein Feuchtwiesen- und Weidengebiet unter Schutz, das von zahlreichen Hecken durchzogen ist. 